# 杭州钱江新城万豪酒店

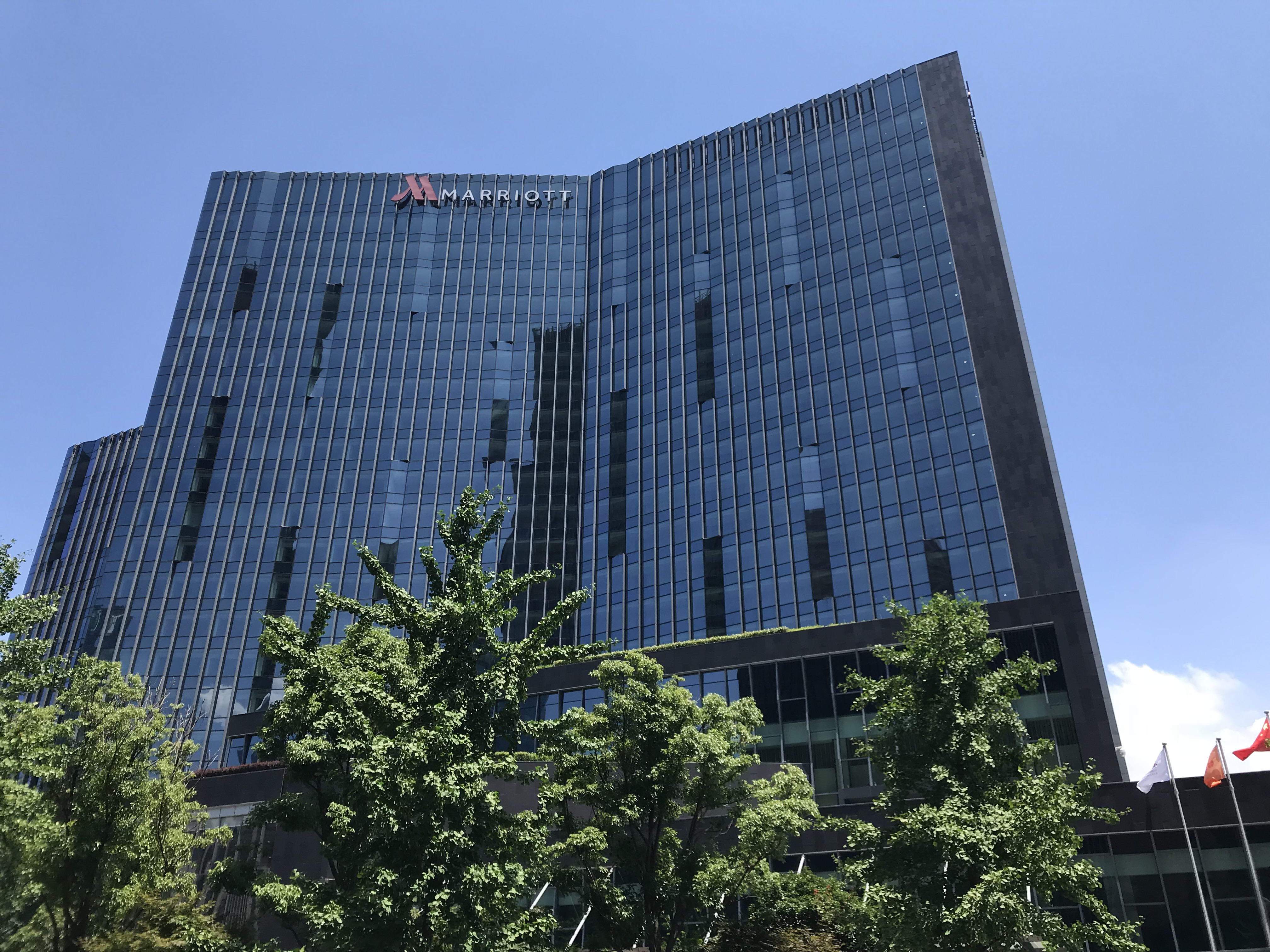
杭州钱江新城万豪酒店

杭州钱江新城万豪酒店（英語：Hangzhou Marriott Hotel Qianjiang）是位于杭州市钱江新城剧院路399号的五星级酒店，2016年8月13日开业。拥有348间豪华客房。

## 简介
酒店由万豪国际集团与华联发展集团联合打造，这是万豪酒店品牌在中国大陆的第28家酒店，也是该品牌在杭州的首家酒店。拥有23间套房和285间一线江景房。
酒店配有24小时健身中心、室内游泳池、SPA水疗中心。有超过1850平米的多功能会议空间，包括1个700平米大宴会厅、1个400平米的小宴会厅、10个多功能厅，以及300平米的滨江户外草坪露台。